# Oberostendorf
Oberostendorf – miejscowość i gmina w południowych Niemczech, w kraju związkowym Bawaria, w rejencji Szwabia, w regionie Allgäu, w powiecie Ostallgäu, wchodzi w skład wspólnoty administracyjnej Westendorf. Leży w Allgäu, około 20 km na północny wschód od Marktoberdorfu.

## Demografia
| Rok  | Liczba mieszk. |
| ---- | -------------- |
| 1970 | 1 033          |
| 1987 | 1 158          |
| 2000 | 1 256          |

## Polityka
Wójtem gminy jest Karl Fischer, rada gminy składa się z 12 osób.
|      | Wählergruppe | Bürgerblock | Razem |
| 2008 | 9            | 3           | 12    |
| 2002 | 12           | -           | 12    |

## Oświata
W gminie znajduje się przedszkole (43 miejsc i 35 dzieci) oraz szkoła podstawowa (4 klasy).